# Walscheid
Walscheid é uma comuna francesa na região administrativa de Grande Leste, no departamento de Mosela. Estende-se por uma área de 38,35 km². Em 2010 a comuna tinha 1 556 habitantes (densidade: 40,6 hab./km²).